# Femtochemie
Femtochemie ist ein Teilgebiet der Chemie, das Vorgänge auf der Femtosekunden-Zeitskala beschreibt (1 fs = 10−15 s).
Die dynamisch messbaren Vorgänge, die in diesem Zeitbereich stattfinden, sind Kernbewegungen (Vibrationen). Die typische Geschwindigkeit, mit der sich Kerne bewegen, ist ca. 1 km/s. Damit bewegen sich diese im Femtosekundenbereich um einige Ångström (1 Å = 10−10 m); eine Molekülschwingung dauert ca. 10 bis einige 100 fs. Da Schwingungen in Molekülen – insbesondere Bindungsbildung und Bindungsbruch – die Grundlage chemischer Reaktionen darstellen, wird dieses Forschungsgebiet als eigener Teilbereich der Chemie aufgefasst und als „Femtosekunden-Chemie“ oder kurz Femtochemie bezeichnet.

## Geschichte
Mit der Erfindung der „phase-locked“ Laserpulse Mitte/Ende der 1980er Jahre wurde der Femtosekundenbereich experimentell zugänglich. Spezielle Spektroskopie-Methoden, wie beispielsweise die Pump-Probe-Technik, ermöglichen es, Momentaufnahmen der Kernbewegungen direkt zu messen. In seinen Arbeiten am NaI und ICN (neben anderen Molekülen) konnte Ahmed Zewail solche Momentaufnahmen erzeugen und unter anderem messen, in welcher Zeit Molekülbindungen brechen. Für seine Arbeiten wurde er 1999 mit dem Nobelpreis für Chemie ausgezeichnet.

## Hintergrund
Ein typisches Femtosekundenexperiment besteht aus einer Pulsfolge von 2 Pulsen: einem Pump-Puls (Anregungspuls), der das Molekül in einen angeregten (dynamischen) Zustand versetzt, und einem zeitverzögerten Probe-Puls (Abfragepuls), der die dynamische Information des Systems zu verschiedenen Zeitpunkten abfragt. Typischerweise ist der Abfragepuls ein ionisierender Puls, und die abgefragte Information wird in Form von Photoelektronen oder -fragmenten gemessen. Das Zeitintervall zwischen den beiden Pulsen wird variiert, indem ein Puls einen Umweg über eine Strecke mit Spiegeln laufen muss. Dieser Umweg ist sehr klein: 100 fs Zeitdifferenz bedeuten 0,03 mm Umweg. Die abgefragte Information liefert sozusagen einen Fingerabdruck des Systems zum Zeitpunkt der Abfrage (Analogie: Stoppuhr).
In der Theorie werden solche Femtosekundenexperimente typischerweise mittels zeitabhängiger Störungstheorie rechnerisch behandelt. Die Wechselwirkung des Systems im Grundzustand mit dem ersten Puls wird in Störungstheorie erster Ordnung, und die Wechselwirkung mit dem Probe-Pulse in zweiter Ordnung beschrieben.
Nachdem es möglich war, diese Vorgänge zu messen, wurde sowohl auf Theorie- als auch auf Experimentatorenseite erforscht, wie solche Prozesse manipuliert werden können, um beispielsweise die Ausbeute chemischer Reaktionen zu erhöhen. Dieses Gebiet wird als Quantenkontrolle bezeichnet.
Aktuell (2008) können Laserpulse mit weniger als 5 fs Pulsdauer und Spitzenintensitäten weit über 1018 W/m2 erzeugt werden. Für so erzeugte Felder {\displaystyle E(t)} ist die Phase {\displaystyle \phi } des Feldes unter der einhüllenden Funktion {\displaystyle f(t)}, {\displaystyle E(t)=f(t)\cdot \cos(\omega t+\phi )} nicht mehr vernachlässigbar. Mit solchen und noch kürzeren Pulsen kann nun die Elektronendynamik beobachtet und beeinflusst werden. Die ultrakurzen, starken und phasenstabilisierten Laserpulse finden besonders in der Attosekundenphysik und in der Erzeugung der hohen Harmonischen Anwendung.